# مارك تورنر (ملحن)
مارك تورنر (بالإنجليزية: Mark Turner)‏ هو ملحن ومنتج أسطوانات أمريكي، ولد في 10 نوفمبر 1965 في فيربورن في الولايات المتحدة.

## معرض صور

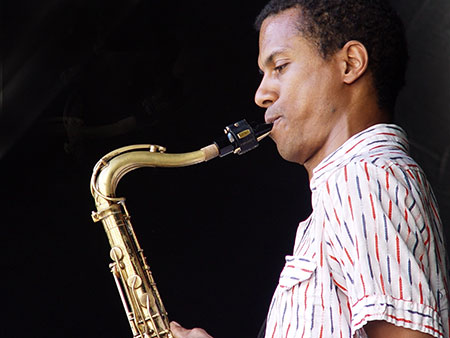
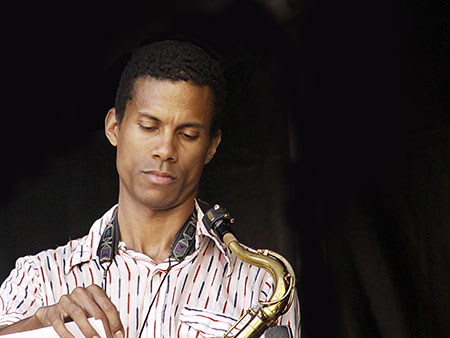
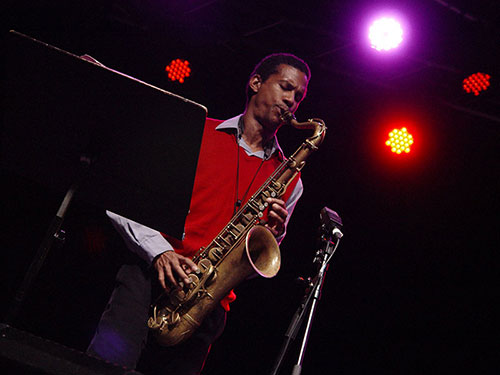

## وصلات خارجية
- مارك تورنر على موقع ميوزك برينز (الإنجليزية)
- مارك تورنر على موقع أول ميوزيك (الإنجليزية)
- مارك تورنر على موقع ديسكوغز (الإنجليزية)